# دنی گارسیا
دنی گارسیا (انگلیسی: Danny García؛ زادهٔ ۲۰ مارس ۱۹۸۸) بوکسور اهل ایالات متحده آمریکا است.